# Дядюшка Бак (телесериал)
«Дя́дюшка Бак» (англ. Uncle Buck) — американский телевизионный комедийный сериал, который вышел на ABC в сезоне 2015—2016 годов. Сериал основан на одноимённом кинофильме 1989 года. В центре сюжета афро-ситкома находится веселый, но безответственный парень (Майк Эппс), который нуждается в работе и по счастливому стечению обстоятельств устраивается няней к своим родственникам.
6 июля 2016 года ABC закрыл сериал после одного сезона.

## Производство
В октябре 2014 года ABC объявил о разработке однокамерного ситкома, основанного на одноименном кинофильме 1989 года. Это уже вторая попытка адаптировать фильм для телевидения — первая была в 1990 году, когда одноименный ситком транслировался на CBS в ходе одного короткого сезона. 1 февраля 2015 года заказал съемки пилотного эпизода, написанного Брайаном Брэдли и Стивеном Крэггом, для сезона 2015-16 годов. Позже было объявлено, что персонажи будут афроамериканцами. 3 марта было объявлено, что Майк Эппс будет играть заглавную роль, тогда как Ниа Лонг — жену его брата. 25 марта Джеймс Лесер присоединился к пилоту в роли брата заглавного персонажа.
8 мая 2015 года канал утвердил пилот и заказал съемки первого сезона.

## Актёры и персонажи
- Майк Эппс в роли Бака Рассела
- Ниа Лонг в роли Синди Рассел
- Джеймс Лесер в роли Уилла Рассела
- Иман Бенсон в роли Тии Рассел
- Сайеед Шахайди в роли Майлза Расселла
- Элира Колдуэлл в роли Мэйси Рассел